# Liên minh Bảo tồn Thiên nhiên Quốc tế
Liên minh Quốc tế Bảo tồn Thiên nhiên và Tài nguyên Thiên nhiên, viết tắt là IUCN (International Union for Conservation of Nature and Natural Resources, từ năm 1990 tới tháng 3 năm 2008 còn được gọi là World Conservation Union tức là Liên minh Bảo tồn Thế giới) là một tổ chức bảo vệ thiên nhiên, được biết đến qua việc công bố cuốn Sách đỏ hàng năm, nhằm cảnh báo thế giới về những loài có nguy cơ tuyệt chủng, tình trạng suy thoái môi trường thiên nhiên trên toàn cầu, và những tác động của con người lên sự sống của Trái Đất.

## Lịch sử
IUCN được thành lập năm 1948 sau 1 hội nghị quốc tế tại Fontainebleau, Pháp và hiện đặt trụ sở chính tại Gland, Thụy Sĩ. Ngoài ra, IUCN còn có 62 chi nhánh ở các quốc gia khác. Số thành viên hiện nay là trên 1270 từ 160 quốc gia, gồm những nhóm thành viên sau:
- 90 thành viên quốc gia (thường là các bộ của các quốc gia, như là bộ Ngoại giao Hoa Kỳ và Trung Quốc, bộ Môi trường Nga)
- 119 thành viên là các tổ chức trực thuộc các chính phủ.
- 973 thành viên là các tổ chức phi chính phủ (NGO), trong đó có 109 tổ chức quốc tế.
- 44 thành viên từ những tổ chức trực thuộc liên minh (chi nhánh).

Ngoài ra còn khoảng 1.000 nhân viên và 10000 nhà khoa học, chuyên gia của 181 quốc gia trên thế giới hoạt động tình nguyện.
Chủ tịch IUCN hiện nay là ông Zhang Xinsheng (章新胜, Chương Tân Thắng) (Trung Quốc), từ năm 2012. Tổng giám đốc hiện nay là bà Inger Andersen (Đan Mạch), từ năm 2015.

### Tên gọi qua các thời kỳ
Từ năm 1948 tới năm 1956 có tên gọi theo tiếng Anh là International Union for the Protection of Nature (nghĩa là Liên minh Quốc tế bảo vệ Thiên nhiên, viết tắt IUPN).

Logo cũ

Từ năm 1956 được đổi tên thành International Union for Conservation of Nature and Natural Resources (nghĩa là Liên minh Quốc tế Bảo tồn Thiên nhiên và Tài nguyên Thiên nhiên, viết tắt IUCN hay UICN theo tên gọi bằng tiếng Pháp hay tiếng Tây Ban Nha). Đây cũng là tên gọi pháp lý đầy đủ của IUCN, mặc dù nói chung người ta chỉ viết là International Union for Conservation of Nature (Liên minh Quốc tế Bảo tồn Thiên nhiên).
Từ năm 1990 tới tháng 3 năm 2008 còn được gọi là World Conservation Union (nghĩa là Liên minh Bảo tồn Thế giới) cùng với tên gọi IUCN. Sau tháng 3 năm 2008 không còn sử dụng rộng rãi tên gọi này nữa.

## Phân loại nguy cấp theo Sách đỏ
Từ năm 1963, Liên minh IUCN thường xuyên phát hành Sách đỏ (tiếng Anh là IUCN Red List of Threatened Species, IUCN Red List hay Red Data List) là danh sách về tình trạng bảo tồn và đa dạng của các loài động vật và thực vật trên thế giới, chia thành các cấp:
- Extinct EX (tuyệt chủng)
- Extinct in the Wild EW (tuyệt chủng trong tự nhiên)
- Critically Endangered CR (cực kỳ nguy cấp, có nguy cơ tuyệt chủng)
- Endangered EN (nguy cấp cao)
- Vulnerable VU (bị đe dọa, sắp nguy cấp)
- Near Threatened NT (sắp bị đe dọa hoặc nguy cơ nhẹ)
- Least Concern LC (ít quan tâm)
- Data Deficient DD (không đủ dữ liệu)
- Not Evaluated NE (không phân loại hoặc không đánh giá)

Theo Sách đỏ IUCN 2007 (danh sách cập nhật ngày 12 tháng 9), tổng cộng 16.306 loài sinh vật (thực- và động vật), được coi là đang nguy cấp, trong đó có 785 loài được coi là đã hoàn toàn tuyệt chủng và 65 loài chỉ còn tồn tại trong môi trường nuôi nhốt (tuyệt chủng trong thiên nhiên), trong tổng số 41.415 loài (của khoảng 1,9 triệu chủng loại trên thế giới) đã được xếp hạng.
Trong bản đánh giá năm 2006 của IUCN, 65% loài linh trưởng của Việt Nam đang ở trong tình trạng Nguy cấp hoặc Cực kỳ nguy cấp, vì vậy Việt Nam đang là một trong những nước được ưu tiên cao nhất trên toàn cầu về bảo tồn linh trưởng.

## Phân loại các Khu vực được bảo vệ
IUCN đã đưa ra một hệ thống xếp loại những khu vực được bảo vệ từ năm 1978 và đến năm 1994 được cải tiến, chia ra như sau:
- Loại Ia và Ib: Strict Nature Reserve/Wilderness Area: Khu bảo hộ thiên nhiên nghiêm ngặt/Khu vực hoang dã, là những khu vực rộng lớn mà mục đích chính là để nghiên cứu hoặc bảo vệ những vùng hoang dã lớn.
- Loại II: National Park: Vườn quốc gia, khu vực mà mục đích chính để bảo vệ hệ sinh thái và để nghỉ dưỡng.
- Loại III: Natural Monument: Di tích thiên nhiên. Khu vực lưu giữ những biểu hiện đặc biệt của thiên nhiên.
- Loại IV: Habitat/Species Management Area: Khu quản lý môi trường sống/loài. Khu vực điều hành đặc biệt.
- Loại V: Protected Landscape/Seascape: Cảnh quan đất liền/cảnh quan biển được bảo vệ. Khu vực để bảo vệ những cảnh quan trên đất liền hoặc trên biển.
- Loại VI: Managed Resource Protected Area: Khu bảo hộ tài nguyên được quản lý. Khu vực điều hành để sử dụng hiệu quả tài nguyên môi trường.

## Hội nghị
Từ năm 1994, cứ 4 năm, các thành viên lại họp Hội nghị Bảo tồn Thế giới (World Conservation Congress), gần đây nhất là hội nghị năm 2012 tại Jeju-si, Hàn Quốc. Đại hội tiếp theo vào năm 2016 tại Hawaii.
Cứ 10 năm (từ năm 1962) lại tổ chức World Parks Congress, trong đó đề ra những sách lược bảo vệ thiên nhiên trong những khu vực được bảo vệ, lần họp thứ 6 gần đây nhất là vào tháng 11 năm 2014 tại Sydney, Úc.

## Các ủy ban của IUCN

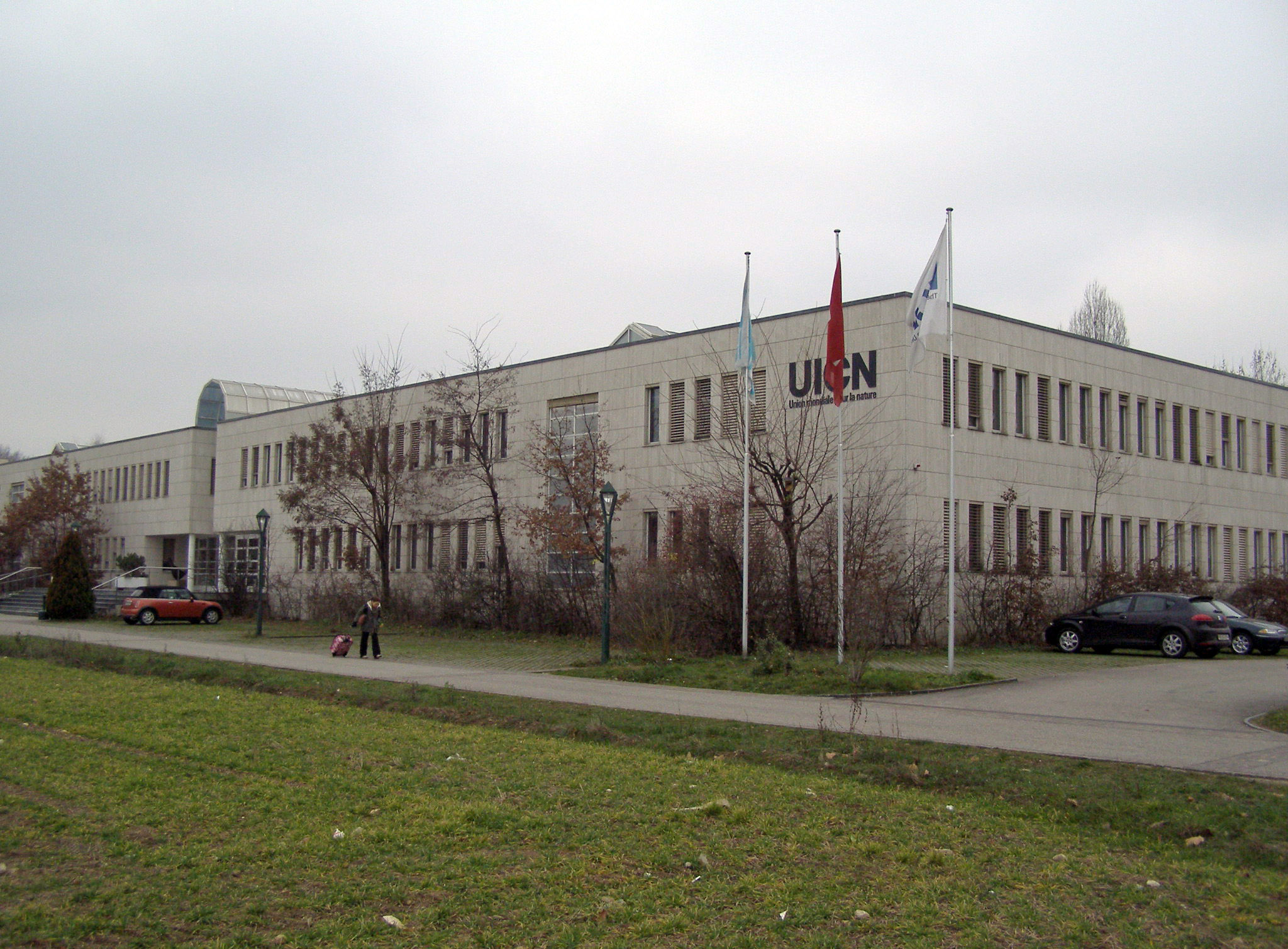
Trung tâm chính của IUCN ở Gland, Thụy Sĩ

- IUCN Commission on Ecosystem Management (CEM): Ủy ban Quản lý Hệ sinh thái, khoảng 400 thành viên, người đứng đầu hiện nay là Hillary Masundire.
- IUCN Commission on Education and Communication (CEC): Ủy ban Giáo dục và Truyền thông, trên 500 thành viên, người đứng đầu hiện nay là Keith Wheeler (Hoa Kỳ).
- IUCN Commission on Environmental, Economic and Social Policy (CEESP): Ủy ban Chính sách Môi trường, Kinh tế và Xã hội, khoảng 500 thành viên, người đứng đầu hiện nay là Taghi Farvar.
- IUCN Commission on Environmental Law (CEL): Ủy ban Luật Môi trường, khoảng 800 thành viên, người đứng đầu hiện nay là Sheila Abed. Một phần hoạt động chính của CEL là Chương trình Luật Bảo vệ Môi trường (ELP) với việc điều hành một trung tâm Luật Môi trường (IUCN Environmental Law Centre).
- IUCN Species Survival Commission (SSC): Ủy ban Vì sự sống còn các loài, khoảng 7.000 thành viên, điều hành bởi Holly Dublin. Ủy ban này công bố cuốn Sách đỏ.
- IUCN World Commission on Protected Areas (WCPA): Ủy ban Thế giới về các khu vực bảo hộ, điều hành khoảng 1.300 khu vực được bảo hộ trên thế giới, người đứng đầu hiện nay là Nikita Lopoukhin.

## Niên biểu
- 1990: Bắt đầu sử dụng tên Liên minh Bảo tồn Thế giới (World Conservation Union) như là tên chính thức, trong khi tiếp tục sử dụng IUCN là viết tắt của nó.
- 1991: IUCN (cùng với Chương trình Môi trường Liên Hợp Quốc và Quỹ Quốc tế Bảo vệ Thiên nhiên) xuất bản "Chăm sóc cho Trái Đất" (Caring for the Earth)
- 2001: Thành lập Chương trình đa dạng sinh học (IUCN Business and Biodiversity-Programm)
- 2008: Ngưng sử dụng danh xưng Liên minh Bảo tồn Thế giới như là tên chính thức và dùng lại danh xưng cũ Liên minh Quốc tế về Bảo tồn Thiên nhiên.
- 2012: IUCN công bố danh sách 100 loài bị đe dọa nhất trên thế giới.